# Manco Capac
Manco Capac eller Ayar Manco var hos inkafolket i Peru rikets grundare och den förste av Inkarikets härskare. 
Enligt legenden blev Manco Capac och hans maka Mama Ocllo nedsända från himlen på en solstråle på en ö i Titicacasjön. De fick en guldstav som de skulle sätta ned i marken var de än gick och där staven sjönk ned i marken och försvann skulle de bygga sin stad. Där så skedde införde de soldyrkan och grundade staden Cuzco, dvs inkariket och den kontakt med solguden som förklarade inkafolkets herravälde på den sydamerikanska kontinenten.